# Karyn Parsons
Karyn Parsons (8. listopada 1966.), američka filmska i televizijska glumica, te manekenka, najpoznatija po ulozi Hilary Banks u NBC-evoj seriji "Princ iz Bel Aira".

## Životopis
Rođena je u Chicagu, Illinois. Pohađala je srednju školu u Santa Monici, Kalifornija.
Najpoznatija je po ulozi u Princu, ali imala je još nekoliko zapaženih uloga.( Filmovi 13 mjeseca, Bojnik Payne i Ženskar).
Prestala je glumiti 2002. godine.
Udavala se dva puta. Iz drugog braka ima kćer i sina. Mulatkinja je.